# 格罗申

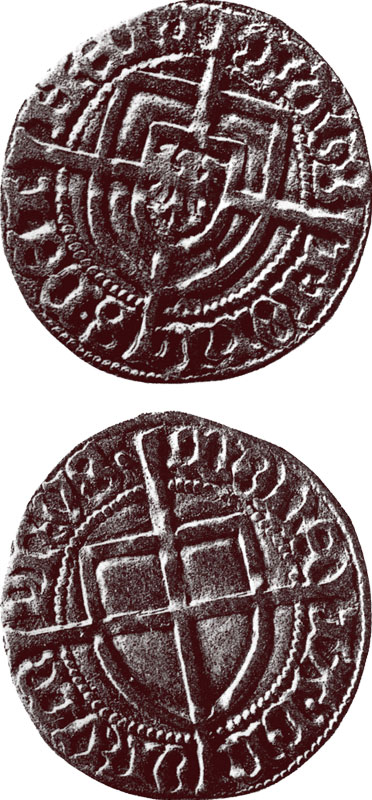
条顿骑士团14世纪时铸造的格罗申银币

格罗申（德語：Groschen，发音ⓘ），或葛羅琛，名称源于拉丁语「grossus」（意为“厚”），最初是一种曾由部分欧洲国家使用的货币，流行於德意志地區，後来成为一种货币单位。

## 货币
格罗申的名称“Groschen”源于拉丁语grossus（意为“厚”）。最初，神圣罗马帝国各地用格罗申这个词泛指大而厚的硬币。13世纪起，格罗申开始成为一种具体的货币。1232年，铸造了一种名为格罗申的金币。虽然最早出现的格罗申的材质是金，但后来铸造的格罗申大都是银币形式铸造。后来，格罗申逐渐成为一种中世纪德意志地區的通行货币，1格罗申约合12个芬尼。除德意志各诸侯外，法国、英格兰、俄罗斯，以及西班牙等国也曾铸造过格罗申。俄罗斯铸造的格罗申是铜制的。

## 货币单位

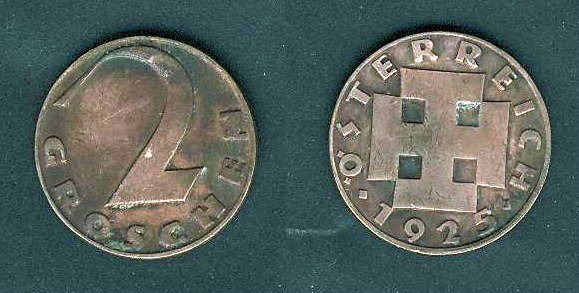
奥地利于1925年铸造的2格罗申硬币

进入近代以后，格罗申也曾作为一种货币单位使用。例如，奥地利、波兰都曾使用过格罗申这种货币单位。在奥地利，过去1奥地利先令為100格罗申；在波兰，1波兰兹罗提為100格罗申。另外，德意志的萨克森与普鲁士地区也曾将格罗申作为最小的货币单位使用。在德意志統一后，格罗申由原先的12芬尼调整为10芬尼以便计算，1德國馬克為100芬尼。所以在德国使用歐元之前，「格罗申」一直是10芬尼的黑話。

## 图集

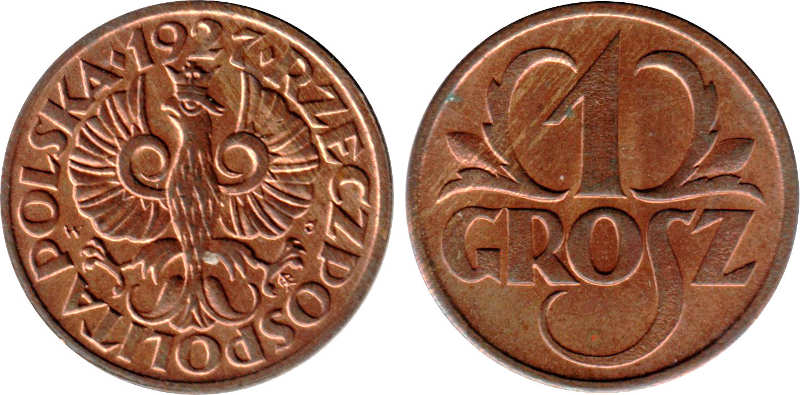
波兰1927年铸造的1格罗申硬币
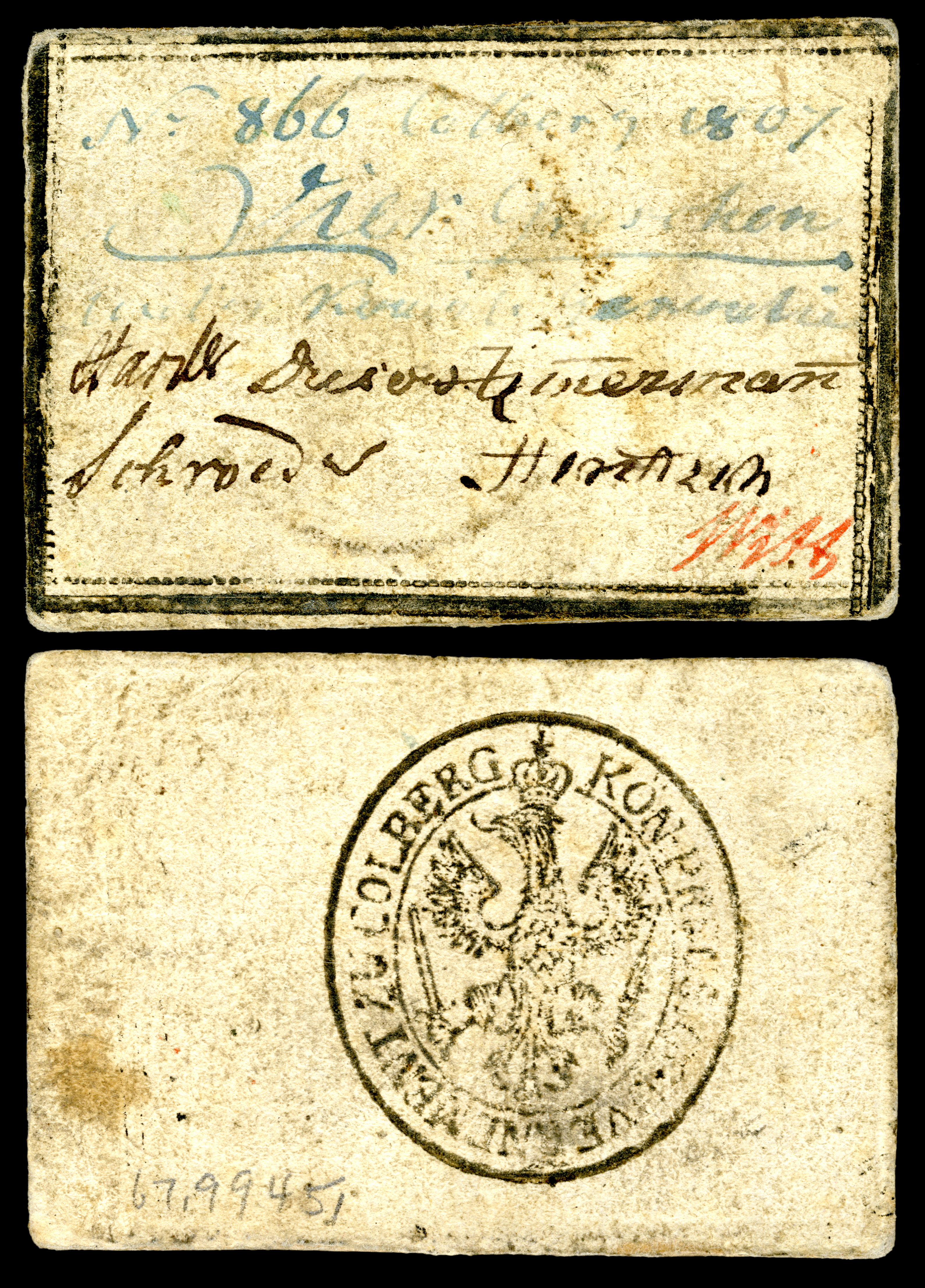
一张等价于4格罗申的纸币，发行于1807年
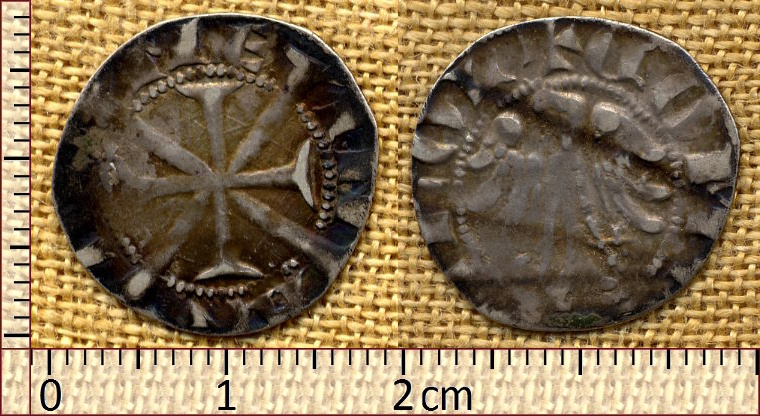
13世纪的格罗申